# Daniel Mainwaring
Daniel Mainwaring (* 27. Februar 1902 in Oakland; † 31. Januar 1977 in Los Angeles) war ein US-amerikanischer Schriftsteller und Drehbuchautor.

## Leben und Karriere
Mainwaring war zunächst als Journalist tätig, bevor er sich als Schriftsteller etablierte. Bis auf sein Romandebüt One Against the Earth veröffentlichte er alle literarischen Arbeiten unter dem Pseudonym Geoffrey Homes. Als sein bestes Werk gilt Build My Gallows High. Dessen Verfilmung Goldenes Gift unter der Regie von Jacques Tourneur, nach einem von Mainwaring selbst verfassten Drehbuch, stellt einen der bedeutendsten Vertreter des Film noir dar. 
Weitere namhafte Regisseure, für die Mainwaring als Drehbuchautor tätig war, waren Joseph Losey und Don Siegel. Für Siegel schrieb er das Drehbuch zu Die Dämonischen (nach einem Roman von Jack Finney), der heute als Klassiker des Science-Fiction-Films gilt.
Mainwaring vertrat eine offen linksliberale Haltung und stellte mindestens einmal seinen Namen einem Autor zur Verfügung, der wegen seiner Aufnahme in die „Schwarzen Liste“ des Komitees für unamerikanische Umtriebe nicht namentlich als Verfasser genannt werden durfte. Dagegen wurde die unter anderem auf ein Interview mit Joseph Losey zurückgehende Information, Mainwaring habe selbst auf der „Schwarzen Liste“ gestanden, von Mainwarings Witwe als unzutreffend bezeichnet. Mainwaring erschien in den 1950er Jahren namentlich in den Titeln der auf seinen Drehbüchern basierenden Filme; der erste Autor aus der „Schwarzen Liste“, der wieder offiziell in einem Filmvorspann genannt wurde, war Dalton Trumbo in dem 1960 entstandenen Exodus.
In den letzten Jahren seines Berufslebens schrieb Mainwaring Drehbücher für Fernsehserien.

## Filmographie
Drehbuch
- 1947: Goldenes Gift (Out of the Past)
- 1949: Gnadenlos gehetzt (The Lawless)
- 1949: Die rote Schlinge (The Big Steal)
- 1949: Der Kampf um den Sonora-Pass (Roughshod)
- 1950: Der Rebell von Mexiko (The Eagle and the Hawk)
- 1951: Sein letzter Verrat (The Last Outpost)
- 1951: Verschwörung im Nachtexpreß (The Tall Target)
- 1952: Die schwarzen Reiter von Dakota (Bugles in the Afternoon)
- 1953: Der neue Sheriff (Powder River)
- 1953: Weißer Tod in Alaska (Alaska Seas)
- 1953: Karawane westwärts (Southwest Passage)
- 1954: Der blaue Mustang (Black Horse Canyon)
- 1954: Der graue Reiter (The Desperado)
- 1955: Akte XP 15 (A Bullet for Joey)
- 1955: Eine Stadt geht durch die Hölle (The Phoenix City Story)
- 1955: Im Sturm der Leidenschaft (Thunderstorm)
- 1956: Die Dämonischen (Invasion of the Body Snatchers)
- 1957: So enden sie alle (Baby Face Nelson)
- 1958: Die Draufgänger von San Fernando (Cole Younger, Gunfighter)
- 1958: Raumrakete X 7 (Space Master X-7)
- 1958: Strich durch die Rechnung (The Gun Runners)
- 1960: Atlantis, der verlorene Kontinent (Atlantis, the Lost Continent)
- 1960: Ich kaufte ein Chinesenmädchen (Walk like a dragon)
- 1960: Theseus, Held von Hellas (Teseo contro il minotauro)
- 1964: Katakomben (Catacombs)

Nur Literarische Vorlage
- 1953: The Hitch-Hiker
- 1984: Gegen jede Chance (Against All Odds)